# Xã Bedford, Quận Wayne, Illinois
Xã Bedford (tiếng Anh: Bedford Township) là một xã thuộc quận Wayne, tiểu bang Illinois, Hoa Kỳ. Năm 2010, dân số của xã này là 1.065 người.